# Lake Butler (Florida, Orange megye)
Lake Butler statisztikai település az Amerikai Egyesült Államok Florida államában, Orange megyében. Lakosainak száma 18 851 fő (2020. április 1.).

## Népesség
A település népességének változása:

| 2010 | 15 400 |
| 2020 | 18 851 |